# Misterb&b
 (septembre 2020).
Le contenu est difficilement compréhensible vu les erreurs de traduction, qui sont peut-être dues à l'utilisation d'un logiciel de traduction automatique.
Misterb&b (stylisé misterb&b) est un site web de voyage et de réseautage social qui permet de louer des hébergements, principalement destiné aux hommes gays,. Le site fournit une base de données consultable de locations à court terme de maisons, de chambres et d'appartements dans 135 pays,,.

## Création et développement
Misterb&b a commencé en s'inspirant à la fois du site web gay myGayTrip et du service de location de court séjour d'appartements Sejourning. Il a été envisagé comme une alternative d'Airbnb adaptée aux gays. Un des cofondateurs, Matthieu Jost, avait utilisé des services du même type qu’Airbnb dans le passé avec des résultats mitigés. Il a créé misterb&b car il était difficile d'identifier les hôtes qui n'avaient pas de problème à accueillir des couples gays. Après plusieurs mauvaises expériences, Matthieu Jost a cherché à créer son propre site alternatif.
Le site web est lancé au printemps de 2014. Il présente alors plus de 5 000 hôtes propriétaires de chambres et d'appartements dans plus de 95 pays, dont plus de 600 locations de vacances en Espagne et au Portugal.
En 2015, misterb&b compte 55 000 hôtes dans plus de 130 pays, ce qui en fait le plus grand réseau d'hébergement gay du monde. La société a été sélectionnée et a participé à 500 Startups, l'un des plus grands accélérateurs de startup au monde. La société a également levé 2 millions de dollars de financement de démarrage à ce moment-là. misterb&b a levé 8,5 millions de dollars dans un tour de table de série A à l'été de 2017.

## Opération
La fonction principale du site est de connecter les voyageurs LGBT avec des hôtes LGBT friendly dans 135 pays. Le site encourage ses hôtes à rendre leurs appartements ou leurs chambres disponibles lors des grands événements LGBT dans leur ville. Il agit également comme un service de réseautage social, un guide de voyage et une communauté pour les voyageurs gays à travers le monde. Il n'y a pas de frais pour l'affichage d'un appartement ou d'une chambre à louer sur misterb&b, mais le site facture 5 % du prix de la chambre de l'hôte et 12 % de la facture finale de l'invité.
Les utilisateurs peuvent effectuer une recherche en utilisant un certain nombre de paramètres dans leur ville souhaitée. Certains de ces paramètres comprennent: la volonté d'accepter les animaux domestiques, le choix entre des hôtes gays ou gay-friendly et une option pour rechercher des appartements ou des chambres « inhabituelles »[précision nécessaire]. Chaque ville dispose également d'une liste Top Rentals qui détaille les hôtes et les chambres avec les meilleures notes, commentaires et critiques.
Misterb&b déclare que 60 % de ses hôtes à Paris n'utilisent pas d'autres sites de partage d'hébergement.

## Accueil
Misterb&b a été appelé le « Airbnb gay » par Forbes. Le site sert de catalyseur à la communauté gay pour se connecter dans la vie réelle. Il est une réponse à la forte demande pour le tourisme collaboratif dans la niche en plein essor du voyage gay. Il est considéré comme le plus grand hôtelier gay du monde par CNN. Il a été sélectionné par The Next Web comme l'une des startups les plus notables de l'accélérateur[pas clair][réf. nécessaire].

## Partenariats
Misterb&b, en collaboration avec Les Audacieuses & les Audacieux (association fondée en décembre 2017 par Stéphane Sauvé pour améliorer les consitions de vie des seniors, notamment les personnes isolées sans soutien familial, appartenant à la communauté LGBTI+ ou vivant avec le VIH)  et BETC, a lancé en juin 2023 la Silver Pride. Cette initiative a pour but de permettre aux aînés de la communauté LGBTQIA+ de participer activement à la Marche des Fiertés à Paris.